# Điện ảnh Tiệp Khắc
Điện ảnh Tiệp Khắc (tiếng Séc: Československé kinematografie, tiếng Slovak: Česko-Slovenska kinematografia) là tên gọi ngành công nghiệp Điện ảnh Tiệp Khắc kể từ năm 1918 đến 1992.

## Lịch sử hình thành và phát triển
- Thời đại phim câm
- Phim có âm thanh trước Thế chiến II
- Điện ảnh trong Thế chiến II
- Điện ảnh sau Thế chiến II
- Điện ảnh Tiệp Khắc

### Hãng phim
- Hãng phim truyện Quốc gia Tiệp Khắc
- Barrandov Studio
- Gottwaldov

### Đạo diễn
- Bořivoj Zeman
- Filip Renč
- Jindřich Polák
- Jiří Menzel
- Karel Smyczek
- Martin Frič
- Martin Hollý
- Radim Cvrček
- Stanislav Párnicky
- Václav Vorlíček

## Thành tựu

### Liên hoan phim
- Liên hoan phim Quốc tế Karlovy Vary
- Liên hoan phim Quốc tế Bratislava